# Notes intimes
Notes intimes est une sorte de journal intime tenu par la poétesse d'Auxerre Marie Noël. Il s'agit avant tout d'un ensemble de méditations spirituelles et mystiques chrétiennes où elle exprime et sa foi et sa difficulté à croire. On parle souvent, à son propos, du Dieu Noir de Marie Noël.